# Rodrigo Macías
Rodrigo Macías González (Texcoco, México, 18 de marzo de 1977) es un director de orquesta y compositor mexicano, actualmente el director general de la Orquesta Sinfónica del Estado de México. 
Estudió en el Instituto Cardenal Miranda en la Ciudad de México y en el Conservatorio Giuseppe Verdi de Milán en Italia. Sus principales maestros fueron Xavier González Tescucano, Sandro Gorli y Juan Trigos. Ha dirigido las orquestas más importantes de México como la Orquesta Sinfónica del Estado de México, la Orquesta Sinfónica Nacional y la Orquesta Filarmónica de la Ciudad de México, entre otras.
De 2008 a 2011 fue director asistente de la Orquesta Filarmónica de la Universidad Nacional Autónoma de México y de 2010 a 2018 fue director titular de la Orquesta Filarmónica Mexiquense.
La ópera ocupa un lugar importante en su carrera, ha dirigido Carmen, Tosca, Cavalleria Rusticana, Payasos, Don Pasquale, La Traviata, El Murciélago, La escalera de Seda, Bastián y Bastiana y La ocasión hace al ladrón.
Defensor y promotor de la ópera mexicana, ha dirigido Alicia, Orestes parte y Despertar al sueño, de Federico Ibarra, así como Florencia en el Amazonas y Salsipuedes de Daniel Catán, esta última en su estreno iberoamericano.
Como compositor su música se ha interpretado en el Festival Internacional Cervantino, en el Foro Internacional de Música Nueva Manuel Enríquez, y en varios escenarios de México, Estados Unidos e Italia.
En febrero de 2018 fue nombrado director general de la Orquesta Sinfónica del Estado de México, puesto que desempeña hasta el día de hoy.